# Cecilia Cheung
Cecilia Cheung Pak-Chi (張栢芝) (født 24. maj 1980) er en Hong kong-kinesisk skuespiller og cantopop-sanger. Hun var involveret i Edison Chen sexskandalen i januar og februar 2008, hvor fotografier af hende og Edison Chen blev offentliggjort på internettet. 

## Film
- The 601st Phone Call (第601個電話) (2006)
- My Kung-Fu Sweetheart (野蠻秘笈) (2006)
- The Shopaholics (最愛女人購物狂) (2006)
- The Promise (無極) (2005) (Film Nominated in the Golden Globe, HK Film Awards, Golden Trailer, Fantasporto)
- Himalaya Singh (喜瑪拉阿星) (2005)
- The White Dragon (小白龍情海翻波) (2004)
- One Nite in Mongkok (旺角黑夜) (2004)
- Papa Loves You (這個阿爸真爆炸) (2004) [cameo]
- Sex and the Beauties (性感都市) (2004)
- Fantasia (鬼馬狂想曲)(2004)
- Lost in Time (忘了忘不了) (2003) (Won Best female actress in Golden Bauhinia and Hong Kong Film Awards)
- Running on Karma (大隻老) (2003)
- Cat and Mouse (老鼠愛上貓) (2003)
- Honesty (絕種好男人) (2003)
- Mighty Baby (絕世好B) (2002)
- Second Time Around (無限復活) (2002)
- The Lion Roars (我家有一隻河東師) (2002)
- The Legend of Zu (屬山正傳) (2001)
- Para Para Sakura (Para Para 嬰之花)(2001)
- Shaolin Soccer (少林足球) (2001) [cameo]
- Failan (파이란, 白蘭) (2001)
- Everyday Is Valentine (情謎大話王) (2001)
- Master Q 2001 (老夫子2001) (2001)
- Wu Yen (鐘無艷) (2001)
- Twelve Nights (十二夜) (2000)
- Tokyo Raiders (東京功略) (2000)
- Help!!! (辣手回春) (2000)
- The Legend of Speed (烈火戰車2之極速傳說) (1999)
- Fly Me to Polaris (星願) (1999)
- The King of Comedy (喜劇之王)(1999) (nominated as best new actress in Hong Kong Film Awards)

## Discography
- C1 (2005)
- Colour of Lip (至愛唇色(新曲+精選)) (2002)
- Shaolin Soccer (2002)
- Party All the Time (2001)
- New and Best Collection (2001)
- Party All the Time (2001)
- Cecilia Cheung (2000)
- A Brand New Me (最新形象) (2000)
- 903 California Red Concert (2000)
- Destination (1999)
- Any Weather (1999)